# Solfoni

Struttura generale dei solfoni con in blu il gruppo funzionale solfonile.

I solfoni sono una classe di composti chimici che contengono il gruppo funzionale solfonile >S(=O)2, in cui lo zolfo è esavalente. Questo gruppo funzionale è bivalente, per cui la formula generale di un solfone è R-S(=O)2-R', dove R e R' indicano indifferentemente alchili o arili. È un gruppo molto polare, anche un po' più del solfinile (>S=O): il dimetilsolfone ha momento dipolare 4,47 D contro 4,10 D del dimetilsolfossido.
Sono composti solidi o liquidi, incolori e inodori, generalmente solubili in acqua (se le catene non sono troppo lunghe), molto stabili in genere e resistenti all'ossidazione e anche alle riduzioni, salvo quelle con LiAlH4. Sono anche solventi polari aprotici e come tali possono essere usati per sostituzioni nucleofile SN2, per reazioni di ossidazione in genere e anche per reazioni di Friedel-Crafts, sia di acilazione che di alchilazione e sopportano bene le alte temperature.

## Produzione
I solfoni possono essere prodotti tramite ossidazione dei solfuri (tioeteri) o dei solfossidi. Ad esempio il dimetilsolfone può essere prodotto dall'ossidazione del dimetil solfuro (dimetiltioetere) o del dimetilsolfossido e il solfolano dal tetraidrotiofene. I solfossidi R-(S=O)-R' sono invece i prodotti intermedi dell'ossidazione parziale (e più blanda) dei tioeteri R-S-R'. I solfoni ciclici possono ottenersi convenientemente dalla reazione di addizione di SO2 ai dieni coniugati, seguita da idrogenazione catalitica se si vuole il solfone con catena idrocarburica satura.

## Utilizzi
I solfoni possono essere convertiti in alcheni tramite la reazione di Ramberg-Bäcklund oppure tramite l'olefinazione di Julia.

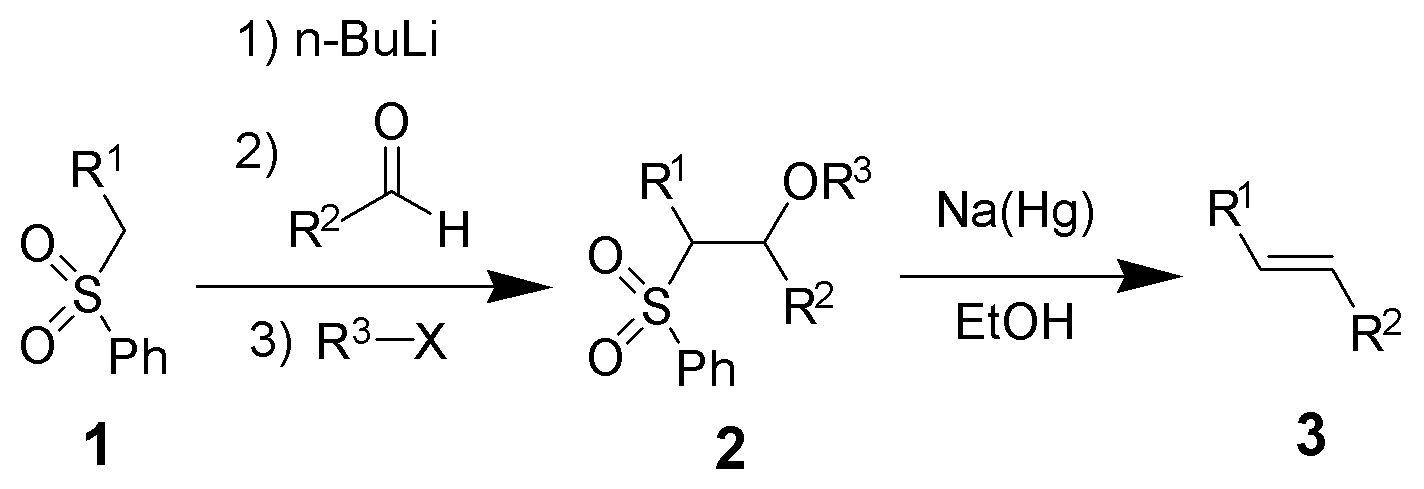
Un esempio di olefinazione di Julia

I solfoni possono inoltre essere utilizzati come gruppo attivante mobile (molto usato è SO2Ph) di α-idrogeni acidi, favorendone la rimozione da parte di una base. Successivamente il solfone può essere rimosso per idrolisi.